# Ed Markey

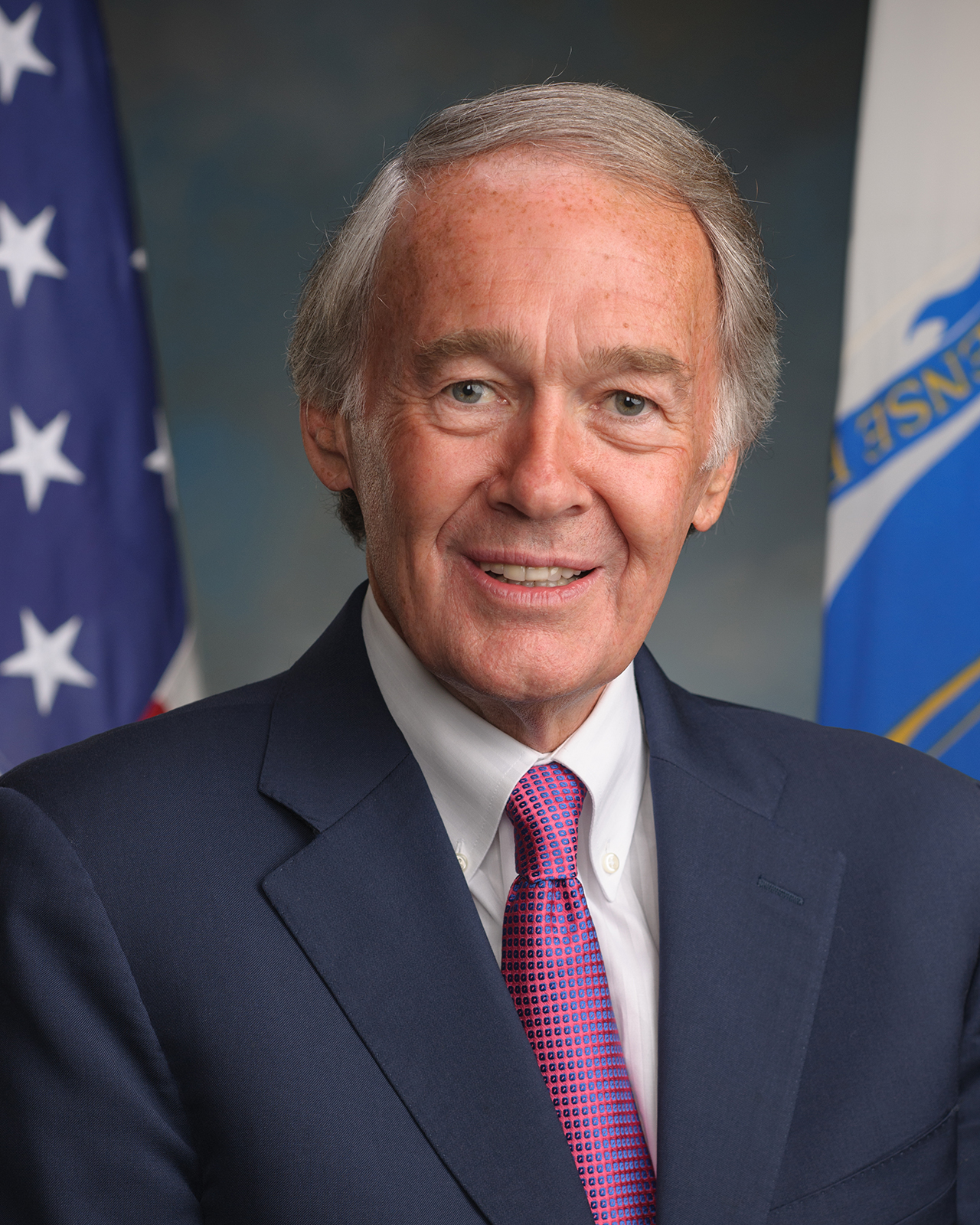
Ed Markey (2014)

Edward John „Ed“ Markey (* 11. Juli 1946 in Malden, Middlesex County, Massachusetts) ist ein amerikanischer Politiker der Demokratischen Partei. Seit dem 16. Juli 2013 US-Senator für Massachusetts. Bis dahin hatte er diesen Bundesstaat von 1976 an im US-Repräsentantenhaus vertreten.

## Familie, Ausbildung und Beruf
Nach dem Besuch der Immaculate Conception Grammar School und der Malden Catholic High School studierte er zwischen 1964 und 1968 am Boston College und erwarb dort einen Bachelor of Arts (B.A.). Zwischen 1968 und 1973 leistete er seinen Militärdienst in der US Army Reserve. Ein zeitgleiches postgraduales Studium der Rechtswissenschaften an der Law School des Boston College schloss er 1972 mit einem Juris Doctor (J.D.) ab. Anschließend arbeitete er nach seiner Zulassung als Rechtsanwalt.
Der Katholik Markey ist seit 1988 mit Susan, geb. Blumenthal, verheiratet. Das kinderlose Paar lebt in Malden.

## Politische Laufbahn

### In der Repräsentantenhäusern von Massachusetts und der USA
Seine politische Laufbahn begann er mit der Wahl zum Mitglied in das Repräsentantenhaus von Massachusetts, dem er als Vertreter der Demokraten von 1973 bis 1976 angehörte. Nach dem Tode von Torbert Macdonald am 21. Mai 1976 wurde er bei einer Nachwahl zu dessen Nachfolger als Mitglied in das US-Repräsentantenhaus gewählt und vertrat nach 19 Wiederwahlen vom 2. November 1976 bis zum 3. Januar 2013 zunächst den siebten Distrikt und anschließend für rund ein halbes Jahr den fünften Kongresswahlbezirk des Bundesstaats Massachusetts. Er war zeitweise Vorsitzender des Sonderausschusses für Energieunabhängigkeit und Globale Erwärmung (House Select Committee on Energy Independence and Global Warming), Mitglied im Ausschuss für Energie und Handel (House Committee on Energy and Commerce) sowie Vorsitzender von dessen Unterausschuss für Energie und Umwelt (House Energy Subcommittee on Energy and Environment).
In der parteiinternen Vorwahl trat Markey 1984 zunächst um den Sitz im Senat der Vereinigten Staaten an, den Paul Tsongas verließ, zog sich aber vor dem Wahltermin zurück und blieb im Repräsentantenhaus.

### Senator für Massachusetts

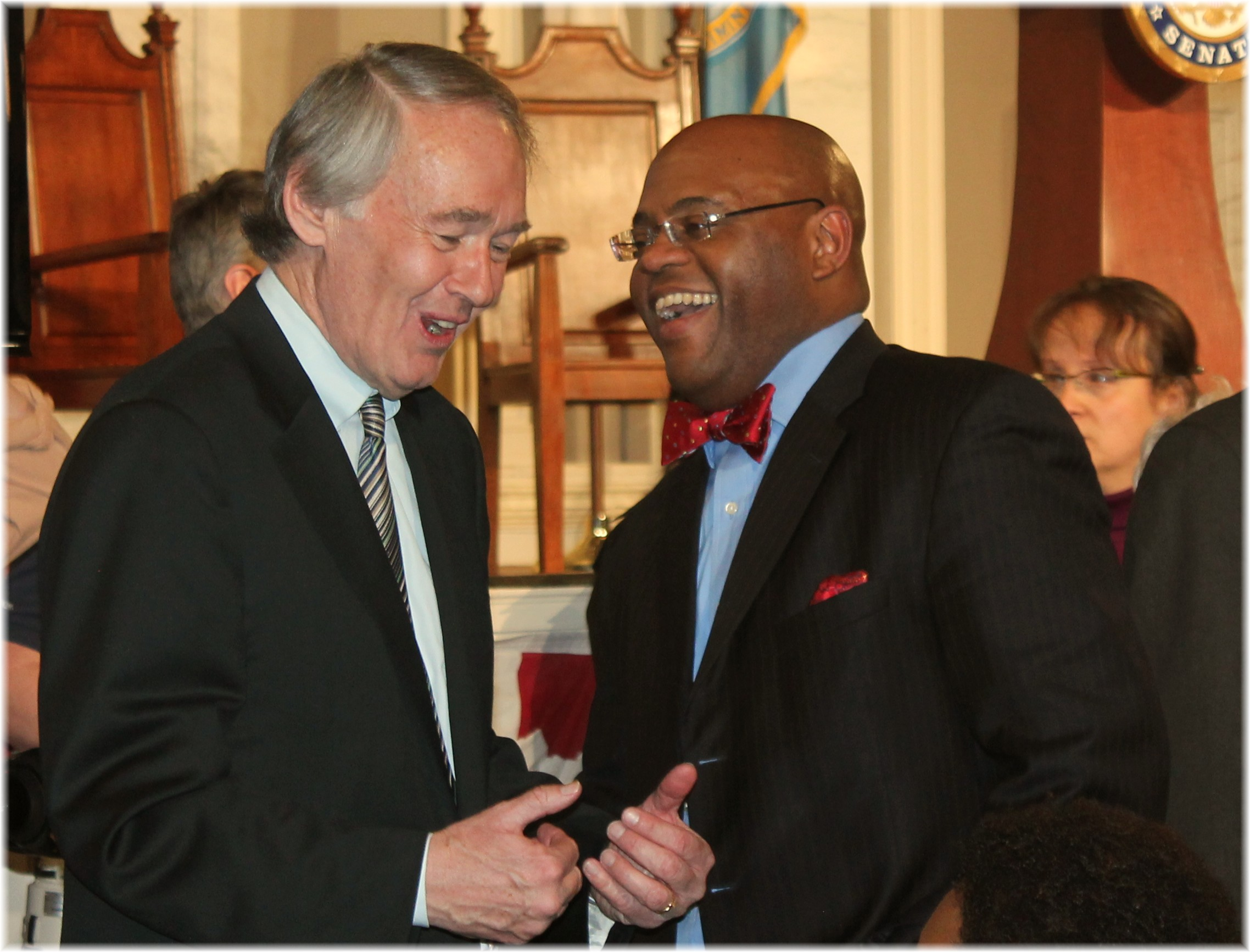
Markey (links) mit seinem Vorgänger Mo Cowan im Januar 2013

Bei der Vorwahl der Demokraten in Massachusetts für den durch John Kerrys Berufung zum Außenminister freigewordenen Sitz im US-Senat setzte sich Markey am 30. April 2013 mit 58 Prozent der Stimmen (306.680) gegen seinen Konkurrenten, den Kongressabgeordneten Stephen Lynch, durch. Markey gewann die außerordentliche Wahl am 25. Juni 2013 bei einer extrem niedrigen Wahlbeteiligung von 27 Prozent mit rund 55 Prozent der Stimmen (629.000) gegen den Kandidaten der Republikaner, Gabriel E. Gomez.
Für den Journalisten Jim O’Sullivan bedeutete die Wahl Markeys einen Einschnitt für den Bundesstaat: Erstmals seit einem halben Jahrhundert vertrete damit ein Politiker Massachusetts im Senat, der (nach 37 Jahren im Repräsentantenhaus) keine weiteren politischen Ambitionen verfolge und unauffällig sei. Zugleich galt Markey als eine verlässliche Stimme für die politische Linke. Nach seiner Vereidigung am 16. Juli 2013 füllte Markey die verbleibenden 17 Monate von Kerrys sechsjährigem Mandat und trat für die reguläre Wahl im November 2014 wieder an. Beobachter sahen ihn dabei vor der Herausforderung, mehr Aufmerksamkeit und Interesse erzeugen zu müssen als bisher gelungen; er lehnte sich eng an die 2012 gewählte zweite Senatorin des Bundesstaates Elizabeth Warren an. Markey traf bei der Wahl 2014 als Favorit auf den Republikaner Brian Herr und setzte sich mit 62 Prozent der Stimmen klar für ein sechsjähriges Mandat durch.
Die Primary (Vorwahl) für die Senatswahl 2020 am 1. September konnte er mit 55,4 % gegen seinen Herausforderer aus dem US-Repräsentantenhaus, Joe Kennedy III, gewinnen. Er trat dadurch am 3. November 2022 gegen Kevin O'Connor und Shiva Ayyadurai jeweils von der Republikanischen Partei an. Er konnte die Wahl mit 66,2 % der Stimmen für sich entscheiden und wird dadurch weiter im Senat vertreten sein. Seine aktuelle, insgesamt dritte, Legislaturperiode im Senat läuft noch bis zum 3. Januar 2027.

### Ausschüsse
Markey ist aktuell Mitglied in folgenden Ausschüssen des Senats:
- Committee on Commerce, Science and Transportation
  - Communication, Media, and Broadband
  - Consumer Protection, Product Safety, and Data Security
  - Oceans, Fisheries, Climate Change, and Manufacturing
  - Space and Science
  - Surface Transportation, Maritime, Freight, and Ports
- Committee on Environment and Public Works
  - Clean Air, Climate and Nuclear Safety (Vorsitz)
- Committee on Foreign Relations
  - East Asia, the Pacific, and International Cybersecurity Policy (Vorsitz)
  - Near East, South Asia, Central Asia, and Counterterrorism
  - State Department and USAID Management, International Operations, and Bilateral International Development
  - Western Hemisphere, Transnational Crime, Civilian Security, Democracy, Human Rights, and Global Women's Issues
- Committee on Small Business and Entrepreneurship

#### Positionen

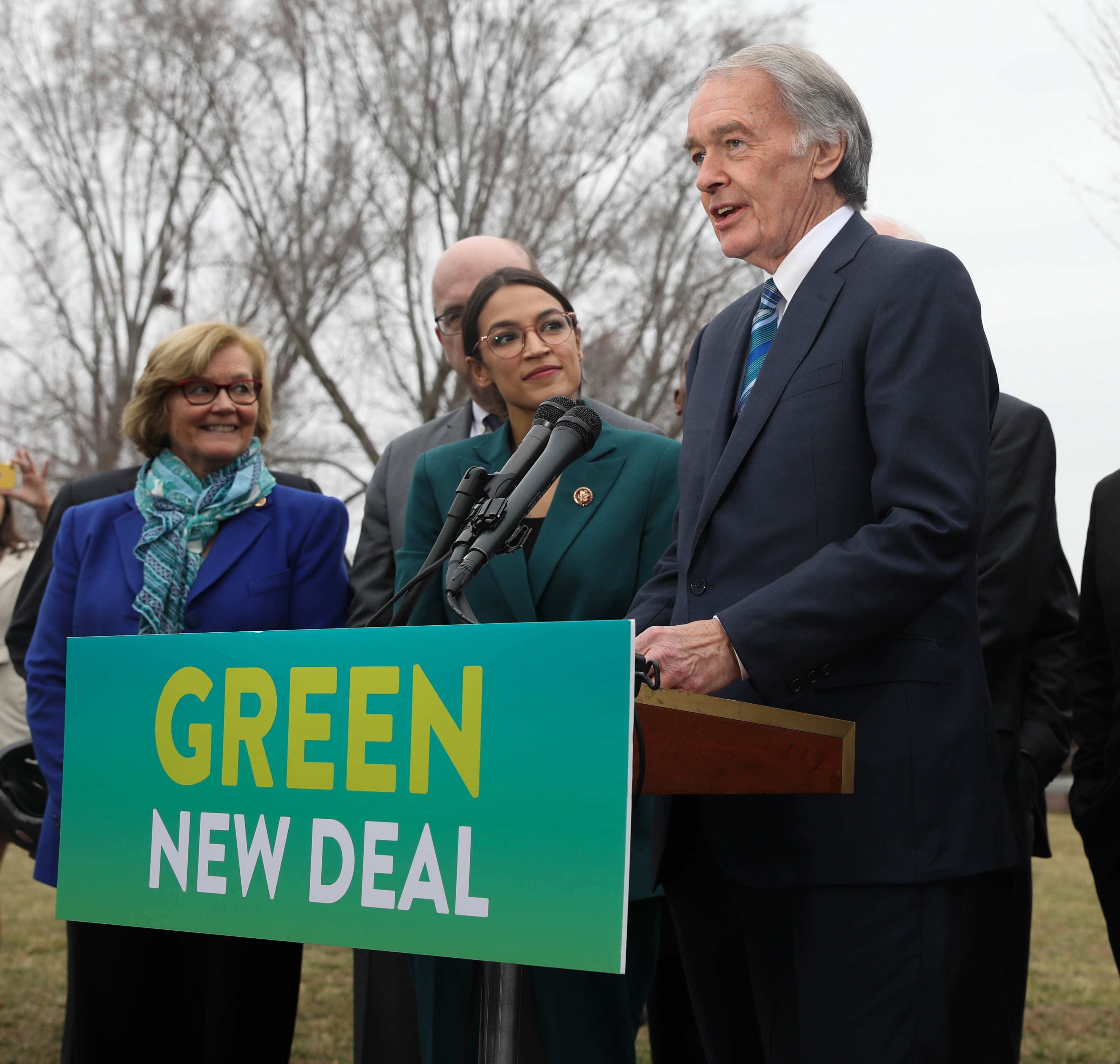
Markey (rechts) mit Ocasio-Cortez bei einem Pressetermin zum Green New Deal vor dem Kapitol im Februar 2019

Im Senat setzte sich Markey für umfassende Maßnahmen zum Klimaschutz ein. So brachte er gemeinsam mit der Abgeordneten des Repräsentantenhauses Alexandria Ocasio-Cortez im Frühjahr 2019 den Gesetzentwurf für einen Green New Deal ein, der öffentliche Investitionen in großem Ausmaß zur Bekämpfung der Erderwärmung vorsieht. Im Frühjahr 2019 gehörte Markey laut Morning Consult zu den zehn beliebtesten Senatoren der Vereinigten Staaten und wurde laut einer Umfrage der Suffolk University von 44 Prozent der Wähler in Massachusetts unterstützt, etwa dieselbe Zahl war allerdings bereit, einen anderen Kandidaten in Erwägung zu ziehen.
Im November 2022 setzte er sich auf Twitter mit Elon Musk auseinander, als er fragte wie es möglich ist, dass sich ein Journalist unter seinem Namen ein Konto anlegen und verifizieren konnte. Musk antwortete mit „Vielleicht liegt es daran, dass Ihr eigener Account wie eine Parodie aussieht.“ Woraufhin Markey ihm in Bezug auf Tesla, Inc. drohte: „Eines Ihrer Unternehmen unterliegt FTC-Vorgaben. Die für den Automobilverkehr zuständige Aufsichtsbehörde untersucht eines Ihrer anderen Unternehmen wegen der Tötung von Menschen. Und Sie verbringen Ihre Zeit damit, sich online zu streiten. Bringen Sie Ihre Firmen in Ordnung – sonst übernimmt das der US-Kongress.“